# 제5SS산악군단
제5SS산악군단(독일어: V. SS-Freiwilligen-Gebirgskorps)은 무장친위대의 군단 중 하나이다. 1943년 10월부터 1944년 12월까지 제2기갑군의 일부로서 유고슬라비아 파르티잔들과 싸웠다. 1945년 제9군의 일부로서 오데르 선을 방어했고 그 이후 베를린 공방전에도 참전했다.

## 지도부
군단장
1. 상급집단지도자 아르투르 펠프스
2. 상급집단지도자 프리드리히빌헬름 크뤼거
3. 상급집단지도자 프리드리히 예켈른

참모장
1. 상급지도자 발터 하르처

## 전투서열
- 제32SS의용척탄병사단 1월 30일
- 제35SS경찰척탄병사단
- 친위대 제36무장척탄병사단
- 제502중전차대대[3]